# Champrond-en-Gâtine
Champrond-en-Gâtine é uma comuna francesa na região administrativa do Centro, no departamento Eure-et-Loir. Estende-se por uma área de 32,36 km². Em 2010 a comuna tinha 678 habitantes (densidade: 21 hab./km²).